# Hana Kvášová
Hana Kvášová (født 28. september 1989) er en tjekkisk håndboldspiller, som spiller for Sambre Avesnois Handball og Tjekkiets kvindehåndboldlandshold.
Hun deltog ved EM 2020 i Danmark og VM 2013 i Serbien.